# ياسوك إيشيداتا
ياسوك إيشيداتا (باليابانية: 石舘 靖樹) (24 سبتمبر 1984 في آيتشي في اليابان – )؛ هو لاعب كرة قدم ياباني سابق كان يلعب كمهاجم.

## وصلات خارجية
- ياسوك إيشيداتا على موقع رابطة كرة القدم اليابانية للمحترفين (اليابانية)
- ياسوك إيشيداتا على موقع قاعدة بيانات كرة القدم.إي يو (الإنجليزية)
- ياسوك إيشيداتا على موقع Soccerway.com (الإنجليزية)
- ياسوك إيشيداتا على موقع عالم كرة القدم.نت (الإنجليزية)